# Gustav Adolf von Schlemüller
Gustav Adolf Schlemüller, seit 1822 von Schlemüller, (* 6. Februar 1797 in Stuhm in Westpreußen; † 25. Mai 1863 in Berlin) war ein preußischer Generalleutnant und Generaladjutant von König Wilhelm I.

## Leben

### Herkunft
Seine Eltern waren der Amtmann und später Kammerkommissionsrat Friedrich Heinrich Schlemüller und dessen Ehefrau Florentine Renate, geborene Neukirch.

### Militärkarriere
Schlemüller besuchte die Schule in Marienwerder und die Universität Königsberg. Am 20. Januar 1813 meldete er sich freiwillig zur Preußischen Armee und kam in das Ostpreußische National-Kavallerie-Regiment. Während der Befreiungskriege kämpfte er bei der Belagerungen von Mainz und Thionville und den Schlachten an der Katzbach, bei Leipzig, Laon und Paris. Ferner befand er sich beim Übergang bei Wartenburg und bei den Gefechten bei Goldberg, Löwenberg, Bunzlau, Bischofswerda, Freyburg an der Unstrut, Claye und Soissons. In der Zeit bekam er für Firmes eine Belobigung, bei Coulommiers das Eiserne Kreuz II. Klasse und für Meaux den Orden des Heiligen Wladimir IV. Klasse. Bis Mitte April 1814 avancierte Schlemüller zum Sekondeleutnant.
Am 29. März 1815 wurde er in das 8. Husaren-Regiment und am 11. April in das Garde-Husaren-Regiment versetzt. Von 1816 bis 1829 wurde er als Regimentsadjutant eingesetzt. In der Zeit wurde er am 27. März 1822 in das erblichen preußischen Adelstand erhoben und am 17. Mai 1825 zum Premierleutnant befördert. Am 15. April 1832 wurde er dann Rittmeister und Eskadronchef. 1835 nahm Schlemüller an der Revue von Kalisch teil. Er wurde am 1. September 1839 zum Chef der Lehr-Eskadron ernannt und in dem Leib-Garde-Husaren-Regiment aggregiert. Am 18. Mai 1840 wurde er als Major in das Kriegsministerium versetzt und zum Chef der Abteilung für Armeeangelegenheiten ernannt. Zudem wurde er Mitglied der Remonteabteilung und am 11. März 1843 dem Garde-Kürassier-Regiment aggregiert. Am 31. März 1845 wurde er dort Oberstleutnant, bevor er am 22. Mai 1845 als Flügeladjutant zum König Friedrich Wilhelm IV. kam. Unter Belassung in seiner Stellung als Flügeladjutant beauftragte man ihn am 4. November 1847 zunächst mit der Führung des Garde-Dragoner-Regiments und ernannte ihn am 1. April 1848 zum Regimentskommandeur. Seine Beförderung zum Oberst erfolgte am 8. Mai 1849. Am 22. September 1851 wurde Schlemüller mit der Führung der 2. Garde-Kavallerie-Brigade beauftragt. Er blieb weiterhin Flügeladjutant des Königs. Am 4. November 1851 wurde er zudem mit der Wahrnehmung der Geschäfte des Kommandanten von Berlin beauftragt, bis der neue Kommandant General von Borcke kam. Am 11. März 1852 wurde er als Brigadekommandeur bestätigt. Am 7. August 1852 wurde er dann zur Beobachtung zu den Herbstmanövern nach Russland abkommandiert. Am 22. März 1853 wurde Schlemüller zum Generalmajor befördert und im Januar 1854 anlässlich des Ordensfestes mit dem Johanniter-Orden ausgezeichnet. Er wurde am 2. April 1857 als Kommandeur in die 14. Division versetzt und am 9. April 1857 zum Generalleutnant befördert. Am 29. Mai 1858 wurde er dann als Kommandeur in die 2. Garde-Division versetzt. Als es 1859 anlässlich des Sardinischen Krieges zur Mobilmachung kam, wurde er Kommandeur der Garde-Kavallerie-Division und nach dem Ende der Mobilmachung am 25. Juli 1859 in der Stellung bestätigt. Er bat aber um seinen Abschied, der am 27. September 1859 abgelehnt wurde. Am 28. Oktober 1859 erhielt er den Orden der Heiligen Anna I. Klasse und am 26. Januar 1861 das Großkreuz des Albrechts-Ordens. Am 25. Juni 1861 wurde er zum Generaladjutanten des Königs Wilhelm I., zum Inspekteur des Garde-Kavallerie und der Reitschule ernannt. Außerdem wurde Schlmüller am 18. Oktober 1861 mit dem Roten Adlerorden I. Klasse mit Eichenlaub ausgezeichnet. Schwer krank wurde er am 16. September 1862 unter Belassung in seiner Stellung als Generaladjutant und unter Verleihung des Kronenordens I. Klasse mit der gesetzlichen Pension zur Disposition gestellt.
Er starb am 25. Mai 1863 in Berlin und wurde am 28. Mai 1863 auf dem Garnisonfriedhof beigesetzt.

### Familie
Schlemüller heiratete am 25. November 1823 im Berliner Dom Adelaide Karoline Claude († 1856), eine Tochter des Jean Benjamin Claude. Sie wurde am 19. April 1856 auf dem Garnisonfriedhof beigesetzt. Das Paar hatte vier Töchter, darunter:
- Hertha (1825–1892) ⚭ 1851 Ernst Ludwig Schuler von Senden (* 1806)[3]
- Ada (1829–1890) ⚭ Arthur von Knobloch (1825–1901)[4]